# 瓦爾特G22半自動步槍
瓦爾特G22（英語：Walther G22）是一款由德国槍械製造商卡尔·瓦尔特运动枪有限公司所研製和生產的犢牛式半自動步槍，由聚合物和鋼所製成，發射流行的.22 LR口徑子彈。

## 概述
瓦爾特G22是可改變配置讓左、右利手射手使用的步槍。槍托的設計使得其拋殼口和拉機柄可以轉移至另一側，從而讓左利手的射手使用。一個備用彈匣可藉由摩擦力，從而存儲在彈匣插槽後方的聚合物槍托內部。它可被製成啞光黑色或綠色槍托表面。
G22可以在50碼（46公尺）的情況下實現最小1.25英寸（32毫米）的彈着群。槍托墊片可根據用戶的喜好對托尾作出調節。
G22具有三條韋弗式導軌：頂部提把狀瞄準鏡安裝架（並具有整體式可移動六段位置式照門），位於槍口下方、用於裝上瓦爾特自家生產的雷射瞄準器的小型連接座，以及在前護木下方所裝設的、比前述兩條更長、用於裝上兩腳架、戰術燈等附件的連接座。

## 資料來源
1. ↑  .[永久]
2. 1 2   (PDF).   [2019-12-30]. （原始内容存档 (PDF)于2019-07-13）.
3. 1 2 3 4 5  Wilson, Jim. . Shooting times.   [2009-11-05]. （原始内容存档于2009-02-12）.